# King & Zeitler Company
King & Zeitler Company war ein US-amerikanischer Hersteller von Nutzfahrzeugen.

## Unternehmensgeschichte
Das Unternehmen wurde 1919 in Chicago in Illinois gegründet. Im gleichen Jahr begann die Produktion von Lastkraftwagen. Der Markenname lautete King-Zeitler. Omnibusse gab es nur 1923. 1929 endete die Produktion.

## Fahrzeuge
Die Fahrzeuge basierten auf jenen der Zeitler & Lamson Motor Truck Company aus der Zeit von 1914 bis 1916. Im Angebot standen viele verschiedene Lkw. Sie hatten Nutzlasten zwischen 0,75 und 5 Tonnen. Der schwerste wurde King-Zeitler 90 genannt. Die Einbaumotoren kamen von der Continental Motors Company.
1919 gab es einen Eintonner mit 381 cm Radstand. Der Motor war mit 19,6 PS nach der NACC-Berechnungsmethode eingestuft. Das Getriebe hatte vier Gänge.
1924 hatten der Eintonner und der Anderthalbtonner einen Motor vom Typ J 4 mit 22,5 PS Einstufung. Der Zweieinhalbtonner hatte einen Motor vom Typ K 4 mit 27,2 PS Einstufung, der Dreieinhalbtonner vom Typ L 4 mit 32,4 PS Einstufung und der Fünftonner vom Typ B 5 mit 36,1 PS Einstufung.